# Español mexicano
El español mexicano (o español de México, es-MX) es el conjunto de variedades lingüísticas y sociolectos del idioma español hablados principalmente en el territorio mexicano y en diversas regiones de Estados Unidos. También sobresalen el dialecto del español propio de la península de Yucatán, conocido como español yucateco, y el español norteño hablado en la región norte del país.
México posee el mayor número de hablantes de español, llegando a sobrepasar el doble de hablantes que en cualquier país del mundo. El español es hablado por poco más del 99.4 % de la población, siendo la lengua materna del 92.9 % y la segunda lengua del 6.5 %, los restantes 0.6 % que no hablan español, solo hablan su lengua indígena materna.

## Descripción
Históricamente, la evolución del español mexicano coincide con el desarrollo del idioma español en Sevilla, Madrid, Bogotá, Lima y las grandes urbes estandarizantes de la época. La Ciudad de México fue durante siglos el centro de uno de los grandes virreinatos de la América colonial, el de la Nueva España, el cual se expandía desde el suroeste de Canadá, pasando por el centro de lo que son ahora los Estados Unidos, en el norte, hasta Costa Rica, en el sur.
Como resultado del prominente papel de la Ciudad de México en la administración virreinal al norte del ecuador, esta se convirtió en uno de los centros hispanohablantes más importantes fuera de España.
Consecuentemente, como Lima dentro de la Audiencia de Lima y las otras grandes ciudades, la Ciudad de México tendió históricamente a ejercer un efecto estandarizador dentro de su propia esfera de influencia lingüística, la región central del país, un estado de cosas que se refleja en la lluvia de encomios al patrón de habla mexicana dada por los comentaristas de los siglos XVII y XVIII. Sin embargo, en México como en otros países de habla hispana, existen distintas variaciones y acentos con igual peso e importancia lingüística.
El hispanista sueco Bertil Malmberg apunta que en el español de México las vocales tienden a perder fuerza, mientras que las consonantes son siempre pronunciadas. Malmberg explica ello por la influencia del complicado sistema de consonantes de la lengua náhuatl a través de los hablantes bilingües y la toponimia de la región.

## Variedades del español de México
El territorio del México contemporáneo no es coextensivo con lo que podría ser llamado español mexicano. Debido a diversas variaciones como en el caso de Yucatán con peculiaridades únicas tanto en su léxico como en su pronunciación y entonación que lo distinguen de cualquier otro español hablado en México y país hispanohablante. Se han señalado algunas características muy particulares y generales a casi todas las versiones del español de México, también se ha referido (aunque no insistido en) que existen algunas peculiaridades regionales y sociales, que fragmentan el español mexicano en múltiples dialectos.
Las variedades regionales poseen algunos rasgos que son muy específicos, por ejemplo en los estados de Veracruz y Tabasco se perciben fuertes elementos culturales y una profunda influencia de las hablas andaluzas del sur de la península, sin depender del contexto socioeconómico.
También es común el uso de gran cantidad de léxico indígena para designar varios elementos, así como léxico español antiguo con formas verbales y de conjugación también antiguas, además de anteponer o posponer prefijos o sufijos en lengua indígena a las palabras castellanas, como en el Estado de México.
Para los inmigrantes o turistas, muchas veces resulta difícil comprender la totalidad del discurso de los interlocutores lugareños. Algunas macrovariedades son perfectamente distinguibles y su extensión es más o menos amplia, como los dialectos empleados en el norte, sur y centro de México, en su forma general y en su forma particular, como el caso de la península de Yucatán y la Ciudad de México, con variaciones graduales según sociolectos e influencias de otras regiones por las migraciones.

### Variedades geográficas

#### Hablas del norte
Esta variación del español mexicano se usa en el norte de México en los estados de Baja California, Baja California Sur, Chihuahua, Sonora, Nuevo León, Sinaloa, Nayarit, Coahuila, Tamaulipas, y Durango. Se diferencia de otras regiones de México principalmente en la entonación (prosodia), la contracción de palabras, así como la, pronunciación de la ch como fricativa o el uso del diminutivo -illo.
Uso universal del pronombre personal de ustedes y tuteo, para situaciones formales e informales con el seseo, respectivamente. Así mismo por una menor presencia de americanismos o léxico indígena y una influencia notable del inglés, ante todo en las zonas fronterizas con Estados Unidos. Su uso coloquial es el empleo del lenguaje, de alguna forma en un contexto informal, familiar y distendido, con vocablos caracterizados por su uso común.

#### Hablas del Altiplano
Esta variación del español mexicano es la más popular y usada en su mayoría por todos los estados de México, en su forma general en la Ciudad de México, Zacatecas, Guanajuato, Querétaro, Estado de México, Hidalgo, Puebla, Tlaxcala, Morelos, Aguascalientes, Jalisco y San Luis Potosí, así como en menor grado en estados costeños (Oaxaca, Guerrero, Colima y Michoacán), septentrionales (Chihuahua, Sonora, Nuevo León, Durango, Sinaloa y Coahuila) y meridionales (Chiapas, Tabasco y Campeche con Quintana Roo). Y en casos especiales con Veracruz y Yucatán.
El español central mexicano es el más conocido internacionalmente por ser usado con frecuencia como base del español neutro de los medios audiovisuales, y su tipo de pronunciación se usa en la mayoría de los doblajes al español para Hispanoamérica.

#### Hablas del sureste
Las hablas de los estados de Chiapas, Campeche y Yucatán muestran diversas diferencias en la entonación (acento) y la gramática. En Chiapas se habla una forma de español centroamericano, a veces denominada fraylescano, en que se utiliza el voseo, ausente en el español mexicano pero si en el español rioplatense el cual se utiliza en países como Argentina y Uruguay. El uso del pronombre «vos» coexiste con el de «tú», debido a que este último es mayoritario en el país y tiene más prestigio. El voseo desde los tiempos virreinales se ha considerado en muchas partes como una forma incorrecta en los países de uso mixto o en aquellos donde su uso no es común.

#### Hablas costeñas
Esta variación del español mexicano es usado en las áreas costeras pacíficas de Tabasco, Guerrero, Oaxaca y Chiapas, aunque principalmente en áreas costeras de Veracruz es asimismo distintivo al menos a nivel del habla local, como el que exhibe más rasgos fonéticos de la costa que el hablado en el resto de México. El acento costeño exhibe en general una idiosincrasia con rasgos bastante comunes a lo largo de todo el litoral, si bien existen ligeras diferencias regionales y maneras de ser muy diferentes a los de los habitantes del interior del país y estados. Zonas geo-sociológicas que definen a los habitantes de las costas y otras regiones cercanas o limítrofes a los mismos estados.

## Fonética y fonología
|                   | Labial         | Dental      | Alveolar             | Post- alveolar        | Palatal          | Velar               | Glotal         | Labio- velar              |
| ----------------- | -------------- | ----------- | -------------------- | --------------------- | ---------------- | ------------------- | -------------- | ------------------------- |
| Oclusiva          | p [p] b, v [b] | t [t] d [d] |                      |                       |                  | c, qu [k] g, gu [ɡ] | [ʔ]            | cu [kʷ] gu, gü, hu [ɡʷ]   |
| Aproximante       | b, v [β̞]       | d [ð̞]       |                      |                       | i, hi, y [j]     | g, gu [ɣ]           |                | u, hu [w] gu, gü, hu [ɣʷ] |
| Africada          |                |             | tl [tɬ] tz [ts]      | ch [tʃ]~ [tɕ] y [dʑ]  | y, ll [ɟʝ] ~ [ʝ] |                     |                |                           |
| Fricativa         | f [f]          |             | c, s, z [s] s, z [z] | x, ch [ʃ] (dialectal) |                  | j, g, x [x]         | j, g, s, x [h] | ju [xʷ] ~ [hʷ]            |
| Nasal             | m, n [m]       |             | n, m [n]             |                       | ñ, n [ɲ]         | n [ŋ]               |                |                           |
| Lateral           |                |             | l [l]                |                       |                  |                     |                |                           |
| Vibrante múltiple |                |             | r, rr [r]            |                       |                  |                     |                |                           |
| Vibrante simple   |                |             | r [ɾ]                |                       |                  |                     |                |                           |

Los siguientes son rasgos generales:
- Africadas: El español mexicano tiene una consonante africada inexistente o inusual en otros dialectos, la consonante africada alveolar sorda /t͡s/ representada por el dígrafo TZ, en nombres como Tzintzuntzan.
- Seseo: Como ocurre en todos los dialectos de Hispanoamérica, Canarias y de buena parte de Andalucía, no existe diferencia en la pronunciación de S, Z y las combinaciones CE y CI, siendo pronunciadas todas ellas como /s/. Este sonido consonante en el español mexicano es laminodental o apicodental /s/, mientras que en el centro y norte de España es apico-alveolar, /s̺/, la cual para oídos mexicanos puede sonar parecida a la CH portuguesa, francesa y en criollo haitiano, o a la SH inglesa /ʃ/.
- Yeísmo: Del mismo modo, no se diferencia la pronunciación de Y y LL. Ambas son una fricativa palatal sonora [ʝ] o una aproximante palatal [j], como la Y del español estándar.
- X: El hecho que la letra X represente los sonidos /ks/, /ɣs/, /s/, /x/ y /ʃ/ en el español mexicano, induce una gran variabilidad o inestabilidad en la pronunciación de diversas palabras. Por ejemplo, xilófono llega a pronunciarse como /si'lofono/, /ksi'lofono/ o aún /ʃi'lofono/; al igual que xenofobia se llega pronunciar como /kseno'foβia/, /seno'foβia/ o /ʃeno'foβia/.

Los siguientes son rasgos que se dan principalmente en algunas regiones y en otras casi no se dan:
- Ensordecimiento vocálico: En el español mexicano (Centro, Costa Atlántica y Costa de Oaxaca principalmente) existe reducción de las vocales átonas por ensordecimiento,[4] como en trastes ['tɾ̥astəs]. Este proceso es más frecuente cuando una vocal está en contacto con el sonido [s], siendo la construcción [səs] el caso más frecuente de reducción. Después le siguen, en orden descendente, las construcciones [təs], [pəs], [kəs], [dəs], [məs] y [nəs].[5] Es un ejemplo del fenómeno apuntado por Bertil Malmberg. Un caso muy interesante se da con las palabras pesas, peces y pesos, que se pronuncian de igual forma ['pesəs]. Según el erudito filólogo Rafael Lapesa, algunas personas omiten también otras vocales (Ejemplos, Cómo ’stás 'cómo estás', nec’sito 'necesito', palabr’s 'palabras', much’s gras’s 'muchas gracias'). Dicho fenómeno sin embargo, es visto como no estándar, a pesar de ser formas en que se expresa gran parte de la población.
- En las mismas regiones  —la mayor parte del interior de México— el sonido /s/ al final de sílaba raramente se debilita. Esto, combinado con la frecuente reducción de vocales átonas, da a la sibilante /s/ una prominencia especial. Se debe observar que esta situación contrasta con la de las áreas costeras, tanto del Pacífico como del Caribe, donde el debilitamiento de la /s/ al final de sílaba es un marcador sociolingüístico; reflejando la tirantez entre la norma del centro de México y la tendencia histórica hacia el debilitamiento consonántico, que es tan característico de las áreas costeras de América y de la mitad meridional de la península ibérica. Por ejemplo, los estudiantes, isla, estudio, vez primera, asqueroso, los jefes, hazme, unas fuentes, esbelto, parezco, israelí, los deberes, esguince, pez beta, tus niños, entre otros casos, siempre se pronuncian la S y la Z al final de palabra o seguidas de otra consonante en esta variedad del español, dichos en todos estos casos con el seseo anteriormente mencionado.
- De igual modo, en contraste con lo que ocurre en el habla ibérica y en la mayor parte de los dialectos costeros del Caribe y el Pacífico, la variante mexicana conserva las D en posición intervocálica en todos los registros, e igualmente cuando es la última letra de la palabra, considerando su omisión como perteneciente a un lenguaje poco educado: amado, partido, nada, ciudad, virtud se pronuncian claramente, /ð/, mientras que en el lenguaje popular de otros lugares se escucha amao, partío, naa [naː], ciudá, virtú. Aunque existe en ciertas ocasiones (especialmente a final de palabra) el ensordecimiento de /ð/en /θ/ en lugares de las costas del Golfo y Pacífico así como ciertas áreas del norte del país.
- Las letras CH se pronuncian /tʃ/, un sonido más fuerte a comparación de la variedad española o la chilena. En el norte del país, la pronunciación para estas letras es /ʃ/, el mismo sonido que la SH inglesa o la CH portuguesa, francesa y en criollo haitiano.
- En algunas regiones de Yucatán, se pronuncia uvularmente /ʁ/.
- La fricativa /x/, usada para la letra J y las combinaciones GE y GI, se articula en el interior del país es usualmente una fricativa velar sorda [x], como en ['kaxa] caja, semejante al sonido de centro y norte de España, pero sin realizaciones uvulares. En las costas la articulación normal de J es faríngea o glotal sorda [h], como en la mayor parte de los dialectos costeros del Caribe y el Pacífico.
- Por influencia del idioma maya, la pronunciación de la oclusiva glotal [ʔ] se preserva en el español de Yucatán, aunque no se usa una gráfica específica para designarla. De igual forma, el ensordecimiento de la letra /s/ inicial en los dialectos septentrionales de México deriva en una oclusiva glotal. Por ejemplo, sí señor se pronuncia como [ʔiɲor].
- Acento: Por diversos factores no enteramente claros, entre los que se podrían contar las influencias de algunas lenguas indígenas, las varias modalidades regionales del español ibérico traído desde la península, y las corrientes de inmigración de otros lugares del planeta han creado un mosaico de acentos en México. Ello es comprensible, además, por la extensión del país. Algunos de los acentos son claramente distinguibles de los demás, como por ejemplo los de Nuevo León, Sinaloa, Yucatán, la Ciudad de México, Jalisco, Tabasco, Chiapas y Veracruz.

## Gramática y sintaxis

### Usos preposicionales
Algunos modelos sintácticos se diferencian del español peninsular. En primer lugar está la elipsis del adverbio de negación ‘no’ en oraciones que contienen la preposición 'hasta':
- Será publicado hasta fines de año (en español peninsular sería: No será publicado hasta fin de año.)
- Cierran hasta las nueve (en español peninsular sería: No cierran hasta las 9.)
- Hasta que tomé la pastilla se me quitó el dolor (en español peninsular sería: Hasta que no tomé la pastilla no se me quitó el dolor.)

### Cuantificadores
Una segunda forma que coexiste con el uso peninsular involucra el empleo del interrogativo qué en conjunción con el cuantificador tan(to), como en:
- ¿Qué tan graves son los daños? (en español peninsular ¿Cómo de graves son los daños?)
- ¿Qué tan buen cocinero eres? = ¿Cuán buen cocinero eres?

Otra diferencia son las oraciones correlativas de cantidad:
- México: Entre más lo hagas, peor te va a ir
- España: Cuanto más lo hagas, peor te va a ir

### Clíticos de objeto directo
Otra característica del español de México es el uso anómalo del marcaje del plural del receptor u objeto indirecto de una acción. En español mexicano se añade una marca de plural -s cuando el receptor (objeto indirecto) es semánticamente un plural, pero se añade al clítico de objeto directo:
- (1a) ¡Esto iba a pasar!, se lo dije [a Juan] (OI singular)
- (1b) ¡Esto iba a pasar!, se los dije [a Juan y a Pedro] (OI plural)

Esto contrasta con la mayoría de los otros dialectos del español de América[cita requerida] donde las oraciones anteriores serían:
- (2a) ¡Esto iba a pasar!, se lo dije [a Juan]
- (2b) ¡Esto iba a pasar!, se lo dije [a Juan y a Pedro]

Es decir, en la mayoría de las variedades cuando el objeto directo es clítico (2a) y (2b) son idénticas y, por tanto, potencialmente ambiguas, ya que el número gramatical del objeto indirecto no tiene marca explícita.
Otro punto es la ausencia de leísmo y el uso de -le como un clítico dativo defectivo, lo que incidentalmente produce variaciones como:
- (3a) No sé cómo hacerlo  (= 'No sé cómo hacer esto concreto')
- (3b) No sé cómo hacerla  (= 'No sé cómo hacer la tarea o actividad')
- (3c) No sé cómo hacerle  (= 'No sé qué hacer')

En algunas regiones de México en las que el español ha entrado en contacto con lenguas originarias, los clíticos de objeto directo tienen una distribución inesperada con respecto a otras variantes del español. En estas variantes de contacto existe una tendencia a la simplificación del paradigma de clíticos de objeto directo en la que el clítico de tercera persona masculino singular lo cubre las funciones referenciales de los otros miembros del paradigma, incluso cuando los rasgos de concordancia de género y número no corresponden con los del objeto directo. 
Los siguientes ejemplos son recogidos por diferentes investigadoras en situaciones en las que el español entra en contacto con lenguas diferentes. En (a) son datos del español en contacto con el tepehuano del sureste, en (b) del español en contacto con el otomí de la comunidad de Pueblo Nuevo, municipio de Acambay, Estado de México y (c) se trata del español en contacto con el otomí de San Andrés Cuexcontitlán, Estado de México:
- (a) Ah por ahí lo vieron, por ahí lo veo las muchachas que ya vienen a comprar duraznos. (Alondra, consecutivo, Sta. María de Ocotán en Torres 2015: 25)
- (b) pasó un temblor por acá juerte, lo tiró las iglesia (Nemesio B. En Lizárraga 2014: 42)
- (c) (...) le pide prestado una bicicleta nueva que tenía el esposo de mi mamá y él no se lo quiso prestar (...) (Avelino 2017: 277)

Un comportamiento bastante similar ha sido observado en el español de Chiapas, una variedad monolingüe del español y en la que hasta el momento no se puede atribuir directamente una relación de contacto con alguna lengua específica. 
Algunos ejemplos de esta variante son: 
- (a) (...) ellos mismos nos lo quemaron las oficinas de la presidencia municipal. (Chapa 2019: 3)
- (b) Sí vos, lo vi ø tu amiga. Ni adiós me dijo (...) (Chapa 2019: 3)

### Valores de las formas verbales
El estudio de José G. Moreno de Alba sobre los valores de las formas verbales en el español de México arroja numerosos datos lingüísticos de indicativo, imperativo y subjuntivo que caracterizan este dialecto. A continuación se muestran tablas referentes únicamente al indicativo, por ser este modo el más empleado tanto en registros orales como escritos:
| Valores del pretérito de indicativo | Valores del pretérito de indicativo |
| Valor                               | Porcentaje de casos                 |
| ----------------------------------- | ----------------------------------- |
| Semelfactivo                        | 92.1 %                              |
| Equivalente a antecopretérito       | 1.6 %                               |
| Equivalente a antefuturo            | 0.6 %                               |
| Casos especiales                    | 5 %                                 |

| Valores del futuro de indicativo               | Valores del futuro de indicativo |
| Valor                                          | Porcentaje de casos              |
| ---------------------------------------------- | -------------------------------- |
| Futuro con valor temporal                      | 77.6 %                           |
| Valor modal. Probabilidad referida al presente | 8.2 %                            |
| Valor modal. Concesivo                         | 4.4 %                            |
| Valor modal. Dubitativo presente               | 2.2 %                            |
| Valor modal. Exclamativo presente              | 1.4 %                            |
| Valor modal. Prospectiva                       | 5.9 %                            |

| Valores del presente de indicativo          | Valores del presente de indicativo |
| Valor                                       | Porcentaje de casos                |
| ------------------------------------------- | ---------------------------------- |
| Presente actual momentáneo                  | 8.1 %                              |
| Presente actual durativo                    | 58.6 %                             |
| Presente habitual                           | 48.6 %                             |
| Presente intemporal                         | 19.5 %                             |
| Presente histórico (con valor de pretérito) | 2.7 %                              |
| Presente con valor de futuro                | 7.1 %                              |
| Casos especiales                            | 0.6 %                              |

Otra característica del español de México, el pretérito perfecto simple, ha aumentado su frecuencia de uso con respecto al español del siglo XVI. Un estudio contemporáneo basado en muestras de lengua hablada coloquial de diversas ciudades de América, realizado también por J. G. Moreno de Alba, muestra que México ha seguido también ese patrón:
| Ciudad                 | Perfecto simple | Perfecto compuesto |
| ---------------------- | --------------- | ------------------ |
| Madrid                 | 58 %            | 42 %               |
| Ciudad de México       | 80 %            | 20 %               |
| Santiago de Chile      | 74 %            | 26 %               |
| San Juan (Puerto Rico) | 72 %            | 28 %               |

### Determinantes
El español de México difiere del español general y particularmente en el uso de ciertos determinantes indefinidos, o las expresiones sin determinante son más frecuentes en México que en otras áreas:
- ¡Si no soy perro!
  - '¡No soy un perro!'
- Es ladrona
  - 'Es una ladrona'

Sin embargo, al igual que el español de América tiende a usar artículo determinado cuando en español de España no aparece, debido a que en Galicia sí se dice:
- Me salí de la casa
  - 'Me fui de casa'
  - 'Funme da casa' (da = de + a → da = de + la)

### Verbos cambiantes
En conjugaciones, de manera no normalizada, algunos verbos terminados en -iar presentan ruptura de diptongo en su conjugación en el presente del indicativo, terminando en ía o en ío, como en los siguientes casos:
- El banco negocía un préstamo, en lugar de "El banco negocia un préstamo".
- Yo no diferencío entre los colores, en lugar de "Yo no diferencio entre los colores".
- Yo te financío la obra, en lugar de "Yo te financio la obra".

A veces se llegan a cambiar completamente los verbos, haciendo falsas conjugaciones, de modo que se conserva el modo infinitivo del verbo, como sigue:
- Dile que no force la herradura, en lugar de "Dile que no fuerce la herradura".
- Él solda los metales, en lugar de "Él suelda los metales".
- Deja que el arroz se coza, en lugar de "Deja que el arroz se cueza".

### Formación de los imperativos
En buena parte del territorio mexicano se acostumbra añadir un -le al final de los verbos conjugados en modo imperativo.
- José, córrele porque se va el camión.
- Muévanle (ustedes) bien a la harina.

## Lexicología

### Carácter rústico
A causa de la procedencia social de la mayor parte de los conquistadores y colonizadores españoles (soldados, aventureros, etc.) pueden señalarse el vulgarismo y el carácter rústico como rasgos característicos del español de América. Sin embargo, la ciudad de México fue donde se formó el lenguaje más culto del virreinato de Nueva España. Con una gran capacidad de asimilación, muy pronto estuvo al nivel cultural de las más grandes ciudades españolas: nueve años después de la conquista, en 1530 tuvo una imprenta, la primera en América; en 1537 comenzó a ser corte de virreyes; en 1547 fue cabeza de arzobispado, en 1553 inauguró su universidad, y su ambiente literario era muy atractivo para los escritores españoles.
Por todas estas características, no es el vulgarismo el rasgo peculiar de su español, aunque no falten rasgos de carácter rústico. Entre ellos, tal vez el más importante sea el de convertir los hiatos (término con el que se denomina la combinación de dos vocales que son elementos constituyentes de sílabas contiguas y que no forman diptongo) en diptongos: pior (peor), peliar (pelear), cuete (cohete), pasiar (pasear), linia (línea).

### Mexicanismos
Los mexicanismos o mejicanismos son las palabras, acepciones y frases que distinguen el español que se habla en México de otras variedades de la lengua española. Se define un mexicanismo como:

Vocablo, giro o modo de hablar propio de los mexicanos.
Real Academia Española

Estos son algunos ejemplos de mexicanismos con su correspondiente significado, los cuales aparecen en el Diccionario del español de México:
- cabús. 1 Vagón de ferrocarril que, en los trenes de carga, va a la cola del convoy, y que se caracteriza por su forma, en la que destaca una especie de mirador sobre el techo; sirve como oficina y lugar de trabajo administrativo, de descanso, etc. de los tripulantes del tren. 2 (informal) Trasero de una persona.
- escuincle o chamaco. (coloquial) 1 Niño o muchacho: Ya callen a esa escuincla / chamaca chillona, Sus chamacos ya están grandes. 2 Que es inexperto o inmaduro: Está muy escuincle para ese puesto. II Escuintle; xoloescuintle.
- papalote o papagayo (Más usado en Yucatán). Juguete constituido por un armazón muy liviano de distintas formas, que tensa una pieza de papel, tela o plástico ligero, y tiene una cola larga. Se hace volar con la presión del viento sujetándolo por medio de un hilo largo. La palabra más común en español es cometa: Iban a la playa a volar su papalote, Cuando había fiesta el cielo se llenaba de papalotes.
- platicar. 1 Hablar o conversar dos o más personas unas con otras intercambiando ideas, contando cosas, etc.: platicar con los amigos. 2 (informal) Contar o relatar algo: Es una historia que me platicaron hace mucho tiempo, Les platiqué de México, Tengo una infección donde te platiqué, ¿Qué más quieres que te platique?, Les platicó de su hermano.
- tlapalería. Tienda en la que se venden utensilios para electricidad, albañilería, plomería, carpintería, pintura y para otros oficios semejantes: Compré la pintura en la tlapalería de la esquina, Mi hermano trabaja en una tlapalería.

Los siguientes ejemplos de mexicanismos y su correspondiente significado aparecen en el Diccionario de mexicanismos:
- ¡aguas! Se emplea para expresar precaución o cuidado: ¡Aguas con el escalón! Te puedes caer.
- camión. Autobús.
- chapopote. 1. Asfalto. 2. Cualquier sustancia quemada viscosa y con fuerte olor: Le cambiamos el aceite al motor y salió chapopote.
- itacate. 1. Provisión de alimento que se consume en el camino: Hay que llevar itacate. El viaje va a ser largo y nos dará hambre. 2. Provisión de alimento que se lleva a la escuela o al trabajo. 3. Alimento que un anfitrión ofrece a sus invitados para llevar después de una comida: Llévense itacate. Sobró mucho mole. 4. Conjunto de objetos personales que se lleva como equipaje: Espérame, hago mi itacate de ropa y me voy para tu casa. 5. (En Morelos), gordita triangular de masa de maíz rellena de distintos ingredientes.
- mordida. Soborno.

| Palabras usadas comúnmente en México                                                               | Palabras preferidas en otras variedades (algunas también conocidas en México) |
| -------------------------------------------------------------------------------------------------- | ----------------------------------------------------------------------------- |
| agujetas                                                                                           | cordones (para zapatos)                                                       |
| alberca                                                                                            | piscina                                                                       |
| banqueta                                                                                           | acera                                                                         |
| bola (más bien informal)                                                                           | grupo (de gente)                                                              |
| cachar (considerada informal)                                                                      | atrapar (más formal)                                                          |
| camión                                                                                             | autobús                                                                       |
| cháchara                                                                                           | baratija                                                                      |
| chapopote                                                                                          | asfalto                                                                       |
| chapulín                                                                                           | saltamontes                                                                   |
| dona (De la palabra inglesa donut (ortografía estadounidense) o doughnut (la ortografía más común) | rosquilla                                                                     |
| gis                                                                                                | tiza                                                                          |
| guajolote                                                                                          | pavo                                                                          |
| panteón                                                                                            | cementerio                                                                    |
| plomero (De la palabra inglesa plumber)                                                            | fontanero                                                                     |
| pluma                                                                                              | bolígrafo                                                                     |
| rasurarse                                                                                          | afeitarse                                                                     |
| rentar                                                                                             | alquilar                                                                      |
| subirse (a algún medio de transporte)                                                              | montarse                                                                      |
| tecolote                                                                                           | lechuza                                                                       |
| tlacuache                                                                                          | zarigüeya                                                                     |
| zopilote                                                                                           | buitre                                                                        |

### Controversia DM-DEM acerca de la definición de "mexicanismo" en la lexicografía
En noviembre de 2010, la Academia Mexicana de la Lengua editó el Diccionario de mexicanismos (DM) (primera edición), dirigido por la lingüista, filóloga, lexicógrafa y académica mexicana Concepción Company. Posteriormente en febrero de 2011, el lingüista, lexicógrafo y académico mexicano Luis Fernando Lara Ramos publicó, en la revista Letras Libres, una crítica al Diccionario de mexicanismos, donde disiente del concepto de “mexicanismo” que allí se presenta.[cita requerida]
Al respecto, Lara Ramos menciona que este es reducido por Company y otros autores al vocabulario soez, del sexo, de la muerte y del machismo y que se toma como punto de referencia al español peninsular. En el Diccionario del español de México (DEM), Lara Ramos define “mexicanismo” como sigue:

Palabra, construcción o significado utilizado en el español de México de manera característica o exclusiva, en comparación con otras variedades de la lengua española.
Luis Fernando Lara

En tanto, Company registra y define “mexicanismo” en el DM de la siguiente manera:

(…) el conjunto de voces, locuciones, expresiones y acepciones caracterizadoras del habla de México, que distancian la variante mexicana respecto del español peninsular, concretamente, de su variedad castellana.
Concepción Company

El DM define y explica los mexicanismos sincrónicos, los cuales pueden ser entendidos como vocablos que actualmente emplean los mexicanos, y que son desconocidos por hablantes de español de otras regiones de habla hispana. El corpus está conformado por varios tipos de fuentes de información, entre los que se encuentran: páginas de Internet, diccionarios y películas; además del habla espontánea de hablantes en diversas situaciones comunicativas. La nomenclatura está organizada alfabéticamente. Aparecen extranjerismos y nombres comerciales que son marcas registradas.[cita requerida]
El DM muestra la relación entre lengua, cultura y sociedad. Los mexicanismos en este diccionario son entendidos como las palabras simples y complejas, las expresiones lexicalizadas, las acepciones que caracterizan la lengua popular o culta de México, principalmente las que pertenecen a variedades urbanas del Altiplano Central de México. Algunos mexicanismos son compartidos con otras variedades del español americano, por lo que un mexicanismo al mismo tiempo puede ser un panamericanismo o americanismo general.[cita requerida]
En esta obra, un mexicanismo no se refiere necesariamente a un indigenismo (nahuatlismo, zapotequismo, etcétera); asimismo, existen indigenismos que se consideran mexicanismos, por ejemplo: “itacate”, “molcajete”, “cenzontle” y “chapopote”. Existen indigenismos que no pueden ser clasificados como mexicanismos, ya que su uso se ha generalizado en todas las variedades de la lengua española; tal es el caso de “tomate” y “chocolate”. Finalmente existen algunos mexicanismos que no son indigenismos, ya que su origen y empleo no se relacionan con lenguas indígenas, puesto que no resultan del contacto cultural y de tipo lingüístico entre el español y las lenguas indígenas mesoamericanas, sino del uso del léxico; por ejemplo, “banqueta”, “pendejo”, ”ándale” y “madrear(se)”.
El DEM es un diccionario integral, el segundo para el español, que reúne el español en su variedad mexicana (ver Enlaces externos). Sus datos provienen del Corpus del español mexicano contemporáneo. Los vocablos aparecen por frecuencia de uso. Contiene las siguientes secciones para consulta: Uso de los tiempos verbales, Reglas de ortografía y puntuación. La nomenclatura está organizada alfabéticamente. No aparecen vocablos de origen extranjero.
El término chicle es definido en los dos diccionarios como:
chicle. Pastilla que se mastica como dulce o golosina y se prepara industrialmente a base de una sustancia pegajosa que se extrae del tronco del chicozapote, o algún sustituto sintético de esta, a la que se añaden endulzantes, aromatizantes y saborizantes; al masticarse adquiere una consistencia blanda y elástica: chicle de menta, una caja de chicles. 2 Chicle bomba Pastilla o bolita que cuando se mastica puede inflarse haciendo salir un pequeño globo por la boca. 3 Sustancia pegajosa que se extrae del tronco del chicozapote.
chicle. Persona que llega a ser molesta a otra por estar siempre en su compañía. “La chicle de Daniela no se me separa”.

### Arcaísmos
El español de México puede resultar como un habla conservadora para oyentes de otros países hispanohablantes, como el caso de España. En efecto, no son pocos los casos en que el habla de México ha conservado modos que en otros países han desaparecido, sin dejarse influir por las innovaciones realizadas en otras zonas de la comunidad lingüística hispana.
El hecho de que algunas voces o expresiones ya desaparecidas en el habla de España se sigan oyendo en México es la razón por la cual se ha señalado el "arcaísmo" como característica del español mexicano. Son arcaísmos respecto a España (porque en México es expresión y palabra vigente) expresiones como: se me hace (me parece), ¿qué tanto? (¿cuánto?), muy noche, dizque, donde (usado como condicional en expresiones como: «Donde se lo digas, te mato»). Los arcaísmos resultan más evidentes en el vocabulario. Palabras ya olvidadas en España conservan vigencia en México: pararse (ponerse de pie), prieto, liviano, angosto, demorarse, dilatarse, esculcar, luego, fierro (hierro), flama (llama), recibirse (graduarse).
Entre otras voces desaparecidas en otros países se encuentran formas de conjugar verbos, usadas por lo general en poblaciones donde no hay mucha comunicación con el exterior, a saber: truje por traje, naza por nazca (de nacer), vide por vi, traiba por traía. Incluso en la capital es común para mucha gente (la mayoría de los habitantes de los pueblos y barrios originarios y en general en el territorio de la Ciudad de México) usar una conjugación antigua del verbo haber, haiga en vez haya, y emplear la terminación en -stes, como en hablastes o hicistes, mesmamente (por así mismo o así es), mesmo (por mismo); aunque estas últimas son consideradas incorrectas, su uso en el lenguaje cotidiano alrededor del país incluso es muy común. También la pronunciación de la hache fricativa en palabras como hediondo, que en el habla rural se pronuncia jediondo, y el uso de adverbios arcaicos como ansina 'ansí, así'.
A su vez, en México se consideran arcaísmos el uso de "vosotros" y algunas expresiones y palabras que aún están vigentes en España, pero que no se usan prácticamente en territorio mexicano, como lo son "fontanero", "bañador", "chaquetilla" o "chaval".
Estas formas persisten sobre todo en las zonas relativamente aisladas de la mayoría de la sociedad, constituyendo islas lingüísticas, como se ha señalado previamente. Así en las zonas serranas del Estado de Chihuahua, Zacatecas, Durango y Sonora es donde se pueden apreciar estas formas vivas aún.
| Región              | Frases                      | Frases                       | Frases           | Frases                               | Frases                                 |
| ------------------- | --------------------------- | ---------------------------- | ---------------- | ------------------------------------ | -------------------------------------- |
| Español mexicano    | Lo vi el día que fuiste     | Así que estaba bien hediondo | ¿A dónde se fue? | El herrero me dio un hierro ligero   | El renacuajo saltó a un hoyo muy hondo |
| Valle de México     | Lo vide el día que fuiste   | Ansina estaba bien jediondo  | ¿Dónde se jué?   | El fierrero me dio un fierro liviano | El tepocate saltó a un joyo bien jondo |
| Valle del Mezquital | Lo vi el día que juites     | Ansi estaba rejediondo       | ¿Onde se jué?    | El fierreru me dio un fierru bofo    | El xonfo saltó a un joyu rejondo       |
| La Fraylesca        | Vos lo vi l'dia que fue’ste | Ansinita staba bien jediondo | ¿A'onde se fue?  | El fierrero me dio'un fierro lijero  | El ranacuajo saltó al'oyo jondo        |

### Regionalismos
Junto al conjunto de rasgos comunes a todas las variantes del español mexicano, existen diferencias de vocabulario, entonación y gramática características de cada región del país. Por ejemplo:
- bollo en la Ciudad de México es un tipo de pan, pero en Yucatán son heces.
- mecos en Chiapas son personas rubias o hace referencia al semen; mientras que en la Ciudad de México hace referencia extremadamente vulgar al esperma. En Morelos, refiere a las cosas o personas sucias. A su vez esta expresión en algunas zonas del norte del país hace alusión a personas poco inteligentes, jóvenes o sin experiencia en una actividad en particular: ¡Cómo eres meco! (¡Cómo eres iluso!). Sin embargo, es visto como una expresión vulgar.
- totol (del nahuatl tototl, "pájaro") en Chiapas se refiere al guajolote (pavo, del náhuatl huexolotl "monstruo viejo").
- lonche en el norte del país se refiere a un almuerzo o comida rápida para el desayuno (del inglés lunch), mientras que en Jalisco es el equivalente a torta: "Me prepara un lonche de jamón".
- cura, que se refiere a un clérigo; así como en la variante occidental es para referirse a algo curioso, raro o gracioso ¡Qué cura está el perro!

### Influencia del náhuatl
El español de México ha tenido como sustrato lingüístico diversas lenguas indígenas. Especialmente significativo ha sido el influjo del náhuatl, sobre todo en el léxico. Sin embargo, si bien en el vocabulario su influencia es innegable, apenas se deja sentir en el terreno gramatical. En el léxico, además de las palabras originarias de México con las que se ha enriquecido la lengua española, como tomate, hule, tiza, chocolate, coyote, petaca, etcétera; el español de México cuenta con muchos nahuatlismos que le confieren una personalidad léxica propia.
Puede ocurrir que la voz náhuatl coexista con la voz española, como en los casos de cuate y amigo, guajolote y pavo, chamaco y niño, mecate y reata, etc. En otras ocasiones, la palabra indígena difiere ligeramente de la española, como en los casos de huarache, que es un tipo de sandalia; tlapalería, una variedad de ferretería, molcajete, un mortero de piedra, etc.
En otras ocasiones, la palabra náhuatl ha desplazado casi completamente a la española, como en: tecolote, atole, popote, milpa, ejote, jacal, papalote, etc. Son muchos los indigenismos que designan realidades mexicanas para las que no existe una palabra castellana; mezquite, zapote, jícama, ixtle, cenzontle, tuza, pozole, tamales, huacal, comal, huipil, metate, etc. Hay que hacer notar que la fuerza del sustrato náhuatl cada día hace sentir menos su influencia, ya que no hay aportaciones nuevas.
| Nahuatlismos muy frecuentes: - Aguacate, jitomate - Cacahuate, cacao, chocolate - Coyote, chapulín, guajolote, huachinango, mayate, zopilote - Cuate - Chicle - Ejote, elote, milpa, olote - Hule - Mecate - Petaca (por maleta) - Papalote - Piocha | Nahuatlismos medianamente frecuentes: - Ajolote, tecolote - Chichi (por pecho femenino) - Jacal - Xocoyote (Benjamín) - Tianguis, tlapalería - Zacate Purépechismos o tarasquismos: - Huarache - Jorongo - Cotorina - Pirecua, saricua - Tacuche, achoque - Corunda | Otros indigenismos no mexicanos: - Arepa - Butaca, canoa, naguas - Cacique - Caimán, iguana - Coatí, colibrí, jaiba, jején, loro, ñandú - Jaguar, puma - Chirimoya, guayaba, maguey, maíz, mamey, maní, ñame, papaya, piragua - Tabaco - Tapioca, yuca - Huracán |

La influencia del náhuatl en la fonología parece restringida a la pronunciación homosilábica de los dígrafos -tz- y -tl- (México: [a.'t͡ɬan.ti.ko] / España: [at.'lan.ti.ko]), y a las diversas pronunciaciones de la letra -x-, llegando a representar los sonidos [ks], [gz], [s], [x] y [ʃ]. En la gramática, uno puede citar como influencia del náhuatl el uso y abuso de los diminutivos: ¿Acaso un minutito tiene menos segundos que un minuto? ¿Un cieguito ve más que un ciego, o bien, es más amable? También se puede citar como influencia del náhuatl el uso del sufijo -le para darle un carácter enfático al imperativo. Por ejemplo:
- brinca → bríncale
- come → cómele
- pasa → pásale

Se considera que este sufijo es un cruce del pronombre de objeto indirecto español le con las interjecciones excitativas nahuas, tales como cuele. Sin embargo, este sufijo no es un verdadero pronombre de objeto indirecto, ya que se usa aún en construcciones no verbales, tales como:
- hijo → híjole
- ahora → órale
- ¿que hubo? → quihúbole

Aunque la hipótesis del sufijo -le como influencia del náhuatl ha sido ampliamente cuestionada. Navarro Ibarra (2009) encuentra otra explicación sobre el carácter intensificador de le. La autora advierte que se trata de un clítico dativo defectivo; en lugar de que le funcione como un pronombre de objeto indirecto, modifica al verbo. Un efecto de la modificación es la intransitivización de los verbos transitivos que aparecen con este le defectivo (eg. moverle no es "mover algo para alguien" sino "hacer la acción de mover").
Este uso intensificador es un rasgo gramatical particular de la variante del español mexicano. En cualquier caso, no se debe confundir el uso de le como modificador verbal, con los diversos usos de los pronombres de objeto indirecto (dativo) en el español clásico, pues estos son ampliamente usados para indicar en particular el caso genitivo y el dativo ético. En lo que se considera una de las actas de nacimiento del idioma español, el poema de Mio Cid escrito alrededor del año 1200, ya se pueden encontrar varios ejemplos de dativo posesivo o ético.

### Influencia del inglés
México tiene una frontera de más de 2,500 kilómetros con los Estados Unidos. Recibe cada año gran afluencia de turistas estadounidenses y canadienses. Cientos de miles de mexicanos van a trabajar temporal o permanentemente al país vecino. México es, de hecho, el país con más ciudadanos estadounidenses viviendo fuera de Estados Unidos, con más de 1'000,000, distribuidos alrededor del territorio nacional.
El inglés es la lengua extranjera más estudiada en México y la tercera más hablada después del español y de las lenguas autóctonas tomadas en conjunto. En cambio, la corriente de anglicismos, o sea, palabras del inglés incorporadas al español, va en continuo aumento. Hay muchas palabras del inglés que se usan tanto en América como en España: filmar, béisbol, club, cóctel, líder, cheque, sándwich, etc, Pero en el español mexicano se usan otros anglicismos que no se utilizan en todos los países de habla hispana. En este caso se encuentran: bye, ok, nice, cool, checar, hobby, fólder, overol, suéter, réferi, lonchería, clóset, maple, baby shower, etc.
En la región del norte de México y el sur de Estados Unidos, especialmente en los estados fronterizos, el español incorpora palabras del inglés de uso común: troca (truck), lonche (lunch), yonque (junkyard).
El Centro de Lingüística Hispánica de la UNAM realizó un número de encuestas en el Proyecto de estudio coordinado de la norma lingüística culta de las principales ciudades de Iberoamérica y de la Península Ibérica. En las realizadas a hablantes mexicanos de norma culta urbana el número total de anglicismos era de aproximadamente un 4 %. Sin embargo, en esta cifra se incluyen anglicismos que permearon el español general hace tiempo y no particularizan el habla nacional, como son nailon, dólar, ron, vagón y otros.
Los resultados de dicha investigación se resumen en:
- Los préstamos léxicos se registran en su mayoría en la clase morfológica del sustantivo.

| Anglicismos de uso general: - O.K. /oquéi/ - Bye /bai/ - Rating o reiting - Clic, clip - Basquetbol, tenis o tennis, set - Béisbol, bat, cácher, strike o estráik, hit /xit/, jonrón - Boxeo, nocaut, raund o round - Futbol, gol - Cheque | - Claxon, clutch, reversa, rin - Clóset - Coctel - Champú o shampoo - Esmoquin, overol, pants, suéter - Exprés - Jeep, jet - Líder - Mitin - Nailon o nylon - Panqué, pay (del inglés pie), pudín - Baby shower - Supermercado - Fólder - Vallet parking - Güisqui o whiskey | Anglicismos frecuentes: - Bar - Shorts (pantalón corto) - Bistec - Chequera - Jockey - DJ (disk jockey) o diyei - Show - Sport (tipo de ropa) - Switch. | Anglicismos de uso medio: - Barman - King/Queen Size - Grill - Manager - Penthouse - Pullman - Strapless - Zíper o zipper |

Algunos ejemplos de anglicismos sintácticos, que coexisten con las variantes comunes, son:
- Uso del verbo aplicar, coexiste con postularse. ("Apliqué a esa universidad" I applied to the university, en lugar de "Postulé a esta universidad")
- Uso del verbo asumir, coexiste de manera no generalizada con suponer. ("Asumo que sí va a ir a la fiesta", I assume she / he is going to the party, en lugar de "Supongo que sí va a ir a la fiesta")
- Uso del verbo accesar coexiste de manera no generalizada con acceder a. ("Accesa a nuestra página de internet", Access our web page, en lugar de "Accede a nuestra página de internet").

### Extranjerismos
Al igual que sucede con el español en otros países, el español mexicano hace uso de ciertos anglicismos y otros extranjerismos. Por ejemplo: ¡Qué cool!, significa que algo está muy bien o que ha gustado. Decir que algo "está súper in", quiere decir que algo está de moda o que es vanguardista: decir "está out", significa lo contrario.

### Iberismos
Son formas léxicas principalmente de origen gallego y andaluz, pero pocas veces se reconocen como iberismos, ya que se encuentran muy arraigadas al español mexicano. Algunos ejemplos son: dizque, a mayores, vale, pocillo, antier, chavalo, gaveta, balde, hacer caso, etc.